# سیارک ۹۶۸۷۶
سیارک ۹۶۸۷۶ (به انگلیسی: 96876 Andreamanna، نامگذاری:1999TY10) نود و شش هزار و هشتصد و هفتاد و ششمین سیارک کشف شده‌است که در ۷ اکتبر ۱۹۹۹ کشف شد.